# 贝尼亚尔霍
贝尼亚尔霍，是西班牙巴伦西亚自治区巴伦西亚省的一个市镇。总面积3平方公里，总人口1217人（2001年），人口密度406人/平方公里。